# Fútbol playa en los Juegos Suramericanos de Playa
El Fútbol playa en los juegos suramericanos de playa es la competición de ese deporte, que se celebra en el marco de los Juegos Suramericanos de Playa.

## Masculino

### Torneos
| Año          | Sede        | · Oro  | Final Resultado | · Plata   | · Bronce  | Resultado      | 4º lugar  |
| ------------ | ----------- | ------ | --------------- | --------- | --------- | -------------- | --------- |
| 2009 Detalle | Montevideo  | Brasil | 7:4             | Argentina | Uruguay   | 9:3            | Colombia  |
| 2011 Detalle | Manta       | Brasil | 7:0             | Paraguay  | Ecuador   | 7:6            | Argentina |
| 2014 Detalle | La Guaira   | Brasil | 9:3             | Paraguay  | Argentina | 7:7 (1-0 pen.) | Ecuador   |
| 2019 Detalle | Rosario     | Brasil | 8:1             | Argentina | Colombia  | 6:5            | Paraguay  |
| 2023 Detalle | Santa Marta | Brasil | 6:2             | Colombia  | Argentina | 6:5 (pró.)     | Paraguay  |

### Medallero histórico
| Núm. | País      | Oro | Plata | Bronce | Total |
| ---- | --------- | --- | ----- | ------ | ----- |
| 1    | Brasil    | 5   | 0     | 0      | 5     |
| 2    | Argentina | 0   | 2     | 2      | 4     |
| 3    | Paraguay  | 0   | 2     | 0      | 2     |
| 4    | Colombia  | 0   | 1     | 1      | 2     |
| 5    | Uruguay   | 0   | 0     | 1      | 1     |
| 6    | Ecuador   | 0   | 0     | 1      | 1     |
|      | TOTAL     | 5   | 5     | 5      | 15    |